# Ryder Cup 2014
La 40ª edizione della Ryder Cup si è tenuta al PGA Centenary Course del Gleneagles Hotel nei pressi della città di Auchterarder, nel Perthshire, Scozia, dal 26 al 28 settembre 2014.
È stata la seconda volta che il torneo si è svolto in Scozia, dopo l'edizione del 1973 tenutasi a Muirfield. L'Europa era la squadra detentrice della coppa. I capitani dei team erano Paul McGinley per l'Europa e Tom Watson per gli USA.
La squadra europea ha vinto con un punteggio di 16½ a 11½.

## Formato
La Ryder Cup è un torneo match play, con degli incontri giocati sia a coppie che singolarmente. Il formato dell'edizione 2014 era il seguente:
- I giornata (venerdì) - 4 incontri "four-ball" ("quattro-palle": si utilizza il risultato migliore dei due giocatori) al mattino e 4 incontri "foursome" (colpi alternati tra i due giocatori) al pomeriggio
- II giornata (sabato) - 4 incontri "four-ball" al mattino e 4 incontri "foursome" al pomeriggio
- III giornata (domenica) - 12 incontri singoli.

Ogni incontro si disputa su un massimo di 18 buche. La vittoria di ogni incontro assegna un punto, nel caso di parità del match si assegna ½ punto a ciascuno, per un totale di 28 punti disponibili. 14½ punti sono necessari per vincere, ma 14 punti (ovvero un pareggio) sono sufficienti alla squadra che difende per mantenere la coppa.

## Squadre
| Europa            |     |                        |                        |                     |                                              |
| Nome              | Età | Classifica a punti (W) | Classifica a punti (E) | Classifica mondiale | Note                                         |
| Paul McGinley     | 47  |                        |                        |                     | Capitano non-giocatore                       |
| Rory McIlroy      | 25  | 1                      | 1                      | 1                   | 3ª partecipazione                            |
| Henrik Stenson    | 38  | 2                      | 2                      | 5                   | 3ª partecipazione                            |
| Victor Dubuisson  | 24  | 3                      | 7                      | 23                  | Esordio nella Ryder Cup                      |
| Jamie Donaldson   | 38  | 4                      | 8                      | 25                  | Esordio nella Ryder Cup                      |
| Sergio García     | 34  | 5                      | 3                      | 3                   | 7ª partecipazione                            |
| Justin Rose       | 34  | 7                      | 4                      | 6                   | 3ª partecipazione                            |
| Martin Kaymer     | 29  | 8                      | 5                      | 12                  | 3ª partecipazione                            |
| Thomas Bjørn      | 43  | 6                      | 6                      | 30                  | 3ª partecipazione                            |
| Graeme McDowell   | 35  | 12                     | 9                      | 18                  | 3ª partecipazione                            |
| Stephen Gallacher | 39  | 11                     | 10                     | 34                  | Scelta del capitano, esordio nella Ryder Cup |
| Ian Poulter       | 38  | 9                      | 12                     | 38                  | Scelta del capitano, 4ª partecipazione       |
| Lee Westwood      | 41  | 19                     | 16                     | 44                  | Scelta del capitano, 9ª partecipazione       |

| Stati Uniti    |     |                        |                        |                     |                                        |
| Nome           | Età | Classifica a punti (W) | Classifica a punti (E) | Classifica mondiale | Note                                   |
| Tom Watson     | 65  |                        |                        |                     | Capitano non-giocatore                 |
| Bubba Watson   | 35  | 1                      | 2                      | 7                   | 3ª partecipazione                      |
| Rickie Fowler  | 25  | 2                      | 1                      | 10                  | 2ª partecipazione                      |
| Jim Furyk      | 44  | 3                      | 8                      | 4                   | 9ª partecipazione                      |
| Jimmy Walker   | 35  | 4                      | 0                      | 19                  | Esordio nella Ryder Cup                |
| Phil Mickelson | 44  | 5                      | 9                      | 11                  | 10ª partecipazione                     |
| Matt Kuchar    | 36  | 6                      | 2                      | 9                   | 3ª partecipazione                      |
| Jordan Spieth  | 21  | 7                      | 0                      | 13                  | Esordio nella Ryder Cup                |
| Patrick Reed   | 24  | 8                      | 0                      | 27                  | Esordio nella Ryder Cup                |
| Zach Johnson   | 38  | 9                      | 3                      | 16                  | 4ª partecipazione                      |
| Keegan Bradley | 28  | 13                     | 1                      | 26                  | Scelta del capitano, 2ª partecipazione |
| Webb Simpson   | 29  | 15                     | 1                      | 33                  | Scelta del capitano, 2ª partecipazione |
| Hunter Mahan   | 32  | 25                     | 2                      | 21                  | Scelta del capitano, 3ª partecipazione |

## Risultati

### I giornata
Four-ball, mattino
| Stati Uniti (bandiera) | Risultati | Europa (bandiera) |
| ---------------------- | --------- | ----------------- |
| B. Watson/Simpson      | 5 & 4     | Rose/Stenson      |
| Fowler/Walker          | pareggio  | Bjørn/Kaymer      |
| Spieth/Reed            | 5 & 4     | Gallacher/Poulter |
| Bradley/Mickelson      | 1 up      | García/McIlroy    |
| 2½                     | Sessione  | 1½                |
| 2½                     | Totale    | 1½                |

Foursome, pomeriggio
| Stati Uniti (bandiera) | Risultati | Europa (bandiera)  |
| ---------------------- | --------- | ------------------ |
| Furyk/Kuchar           | 2 up      | Donaldson/Westwood |
| Mahan/Johnson          | 2 & 1     | Rose/Stenson       |
| Walker/Fowler          | pareggio  | McIlroy/García     |
| Mickelson/Bradley      | 3 & 2     | Dubuisson/McDowell |
| ½                      | Sessione  | 3½                 |
| 3                      | Totale    | 5                  |

Fonte:

### II giornata
Four-ball, mattino
| Stati Uniti (bandiera) | Risultati | Europa (bandiera)  |
| ---------------------- | --------- | ------------------ |
| B. Watson/Kuchar       | 3 & 2     | Rose/Stenson       |
| Furyk/Mahan            | 4 & 3     | Donaldson/Westwood |
| Reed/Spieth            | 5 & 3     | Bjørn/Kaymer       |
| Walker/Fowler          | pareggio  | McIlroy/Poulter    |
| 2½                     | Sessione  | 1½                 |
| 5½                     | Totale    | 6½                 |

Foursome, pomeriggio
| Stati Uniti (bandiera) | Risultati | Europa (bandiera)  |
| ---------------------- | --------- | ------------------ |
| Johnson/Kuchar         | 2 & 1     | Donaldson/Westwood |
| Furyk/Mahan            | 3 & 2     | García/McIlroy     |
| Spieth/Reed            | pareggio  | Kaymer/Rose        |
| Walker/Fowler          | 5 & 4     | Dubuisson/McDowell |
| ½                      | Sessione  | 3½                 |
| 6                      | Totale    | 10                 |

Fonte:

### III giornata
Singoli
| Stati Uniti (bandiera) | risultati | Europa (bandiera) |
| ---------------------- | --------- | ----------------- |
| Jordan Spieth          | 2 & 1     | Graeme McDowell   |
| Patrick Reed           | 1 up      | Henrik Stenson    |
| Rickie Fowler          | 5 & 4     | Rory McIlroy      |
| Hunter Mahan           | pareggio  | Justin Rose       |
| Phil Mickelson         | 3 & 1     | Stephen Gallacher |
| Bubba Watson           | 4 & 2     | Martin Kaymer     |
| Matt Kuchar            | 4 & 3     | Thomas Bjørn      |
| Jim Furyk              | 1 up      | Sergio García     |
| Webb Simpson           | pareggio  | Ian Poulter       |
| Keegan Bradley         | 5 & 3     | Jamie Donaldson   |
| Jimmy Walker           | 3 & 2     | Lee Westwood      |
| Zach Johnson           | pareggio  | Victor Dubuisson  |
| 5½                     | Sessione  | 6½                |
| 11½                    | Totale    | 16½               |

Fonte: